# Cantón de Saint-Thégonnec
El cantón de Saint-Thégonnec era una división administrativa francesa, que estaba situada en el departamento de Finisterre y la región de Bretaña.

## Composición
El cantón estaba formado por cinco comunas:
- Le Cloître-Saint-Thégonnec
- Loc-Eguiner-Saint-Thégonnec
- Pleyber-Christ
- Plounéour-Ménez
- Saint-Thégonnec

## Supresión del cantón de Saint-Thégonnec
En aplicación del Decreto n.º 2014-151 de 13 de febrero de 2014, el cantón de Saint-Thégonnec fue suprimido el 22 de marzo de 2015 y sus 5 comunas pasaron a formar parte; cuatro del nuevo cantón de Morlaix y una del nuevo cantón de Plouigneau.